# República de Minerva
La República de Minerva fue uno de los pocos intentos modernos de crear una micronación en las tierras de una isla artificial. Su creador fue el millonario de Las Vegas y activista político Michael Oliver, quien se vio implicado en otros intentos similares en la siguiente década. Oliver creó una sociedad, la Ocean Life Research Foundation (Fundación de Investigación de la Vida Oceánica), que donó varios cientos de millones de dólares para el proyecto y tenía oficinas en Nueva York y Londres. Ellos idearon una comunidad libertaria sin impuestos, sin subsidios ni intervencionismo económico, donde sus actividades productivas serían de industrias ligeras, actividades comerciales y pesca como parte fundamental de la economía de la nueva nación.

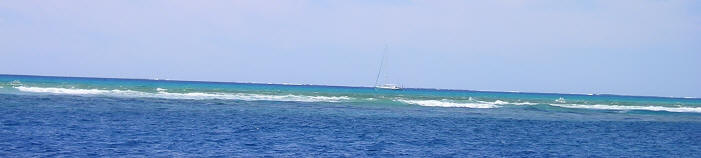
Arrecifes Minerva.

Los arrecifes Minerva en 23°23′S 178°58′O / -23.383, -178.967 en el océano Pacífico fueron el sitio escogido para fundar la república. Estos arrecifes se llamaron así después de que un barco ballenero llamado Minerva naufragara en los arrecifes hoy llamados Minerva Sur tras salir de Sídney en 1829. Antes de la fundación de la República de Minerva, los arrecifes Minerva también eran conocidos debido a un naufragio en octubre de 1962 de un grupo de isleños de Tonga que quedaron varados en los arrecifes durante tres meses. 
En 1971 barcazas cargadas de arena llegaron desde Australia para subir el nivel del arrecife por encima del agua. Se construyó una pequeña torre y se izó la bandera. La República de Minerva publicó una declaración de independencia en cartas a los países vecinos e incluso creó su propia moneda. En febrero de 1972, Morris C. Davis fue elegido presidente provisional de la República de Minerva, también se fundó su capital: Puerto Victoria.
La declaración de independencia en enero de 1972 fue recibida con gran suspicacia por los otros países del área. Una conferencia de los estados vecinos (Australia, Nueva Zelanda, Tonga, Fiyi, Nauru, Samoa Occidental, Islas Cook) se realizó el 24 de febrero de 1972, y en ella Tonga reclamó sus derechos sobre los Arrecifes Minerva.
El 15 de junio de 1972, el Rey Taufa'ahau Tupou IV de Tonga, en una declaración de Estado, reclamó para Tonga la soberanía de los territorios de Minerva, y envió una expedición a los arrecifes. La bandera de Minerva fue derribada y el atolón fue más tarde anexionado por Tonga, conocido en la lengua de Tonga como Teleki Tonga y Teleki Tokelau. Esta anexión por parte de Tonga fue reconocida por el Foro del Pacífico Sur en septiembre de 1972. Mientras tanto, el presidente provisional Davis fue despedido por el fundador Michael Oliver y el proyecto quedó abandonado.
En 1982, un grupo de estadounidenses dirigidos otra vez por Morris C. "Bud" Davis intentó ocupar los arrecifes, pero fueron forzados a abandonarlos por las tropas del ejército de Tonga después de tres semanas.
En años recientes, varios grupos supuestamente buscaron restablecer la República de Minerva. Uno de ellos, en octubre de 2003, dirigido por "Prince Calvin" (procedente de Charleston, Carolina del Sur solo nombrado desde la web corporativa de dicho grupo), se postuló como principado, mientras que otros declararon ser continuadores de la efímera república. Ninguno de estos grupos ha realizado hasta la fecha ningún intento de tomar posesión de los Arrecifes Minerva.
En noviembre de 2005, Fiyi presentó una queja a la Autoridad Internacional de los Fondos Marinos concerniente a una reclamación territorial sobre Minerva. Tonga y Minerva han presentado sendas quejas.

## Monedas

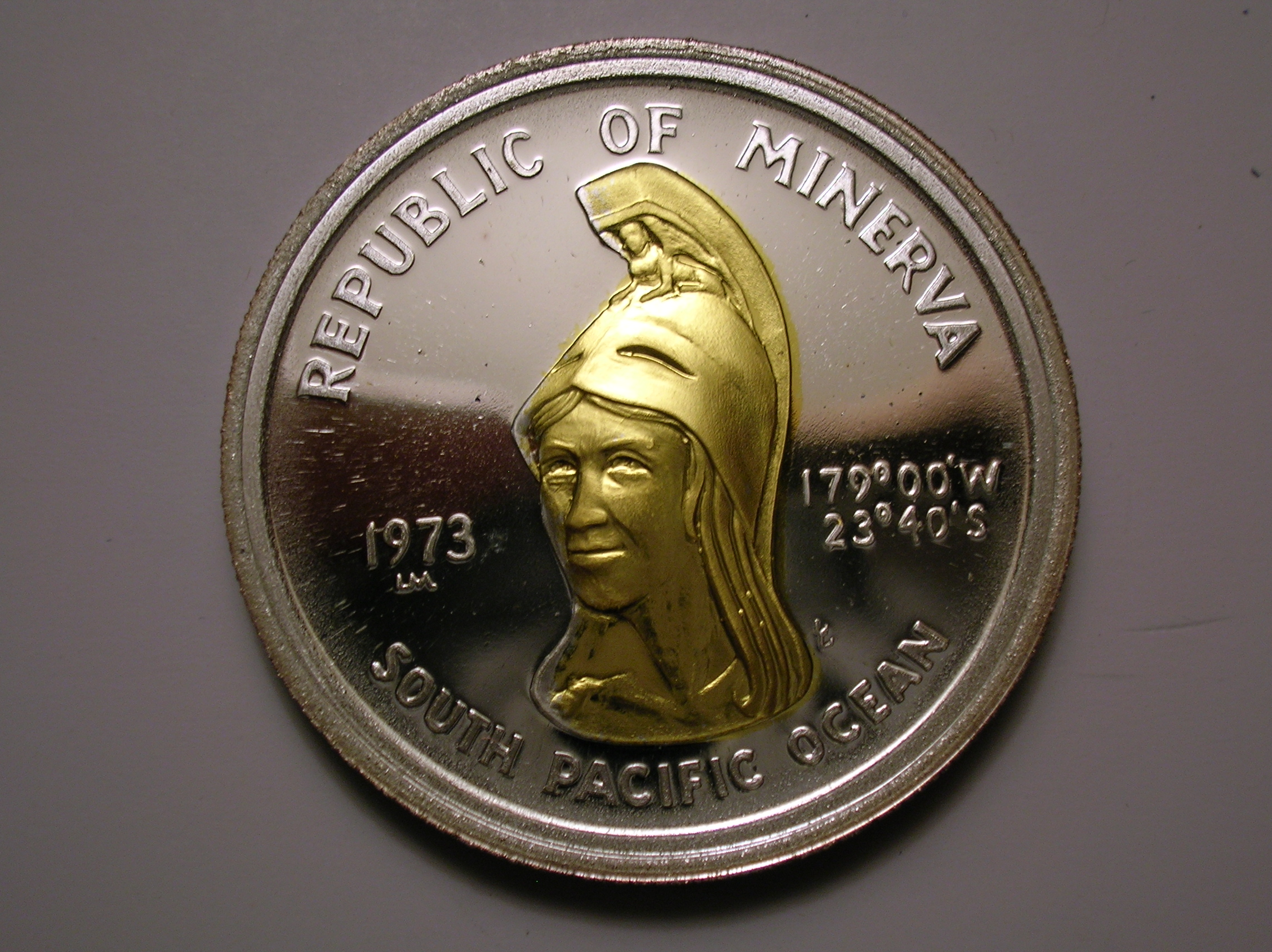
Adverso de una moneda de 35 dólares de Minerva
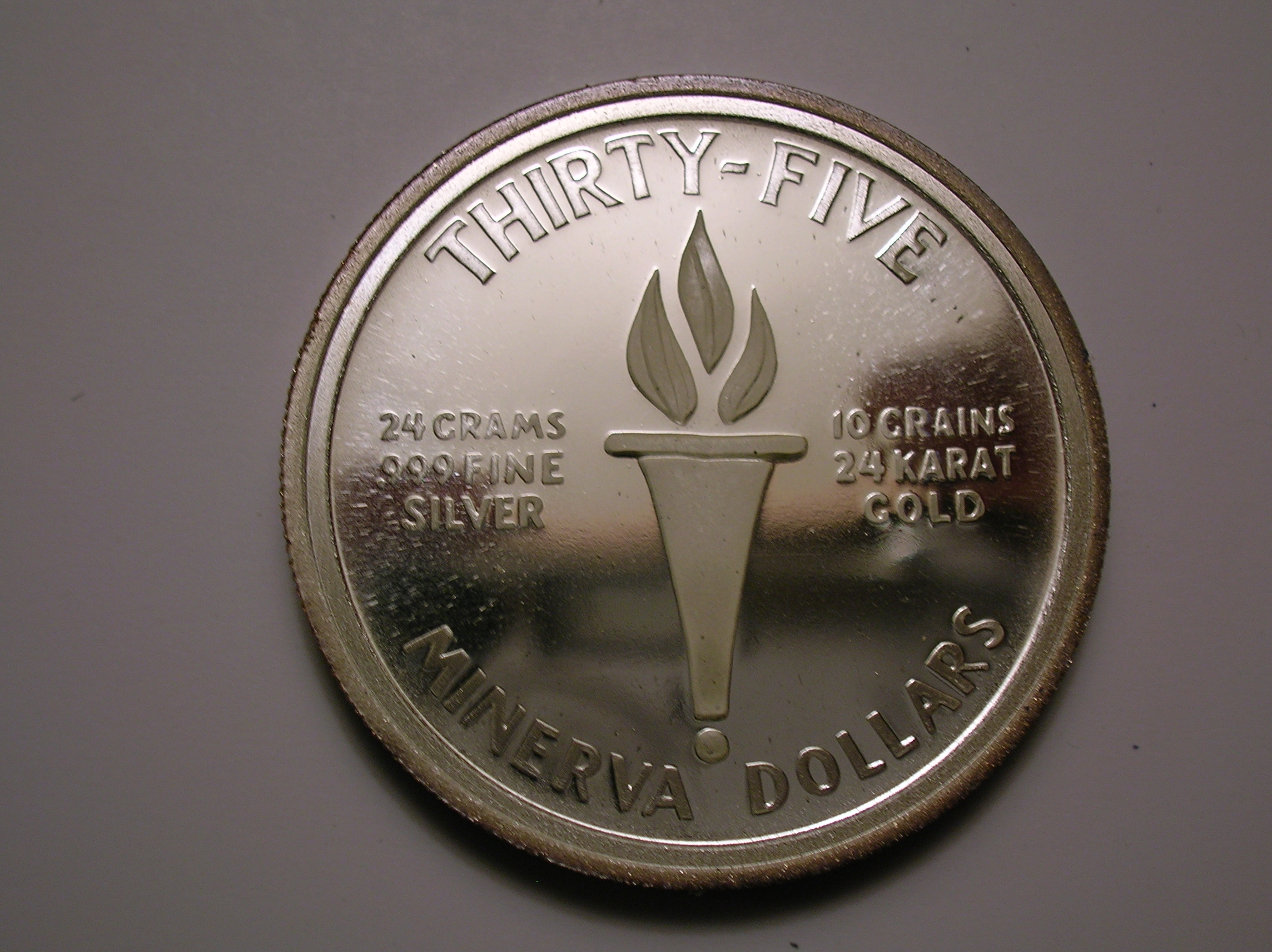
Reverso de una moneda de 35 dólares de Minerva del año 1973